# Sinapsi elettrica

Illustrazione del funzionamento della sinapsi elettrica.

In istologia la sinapsi elettrica è una tipologia di sinapsi, che si differenzia dalla sinapsi chimica.
Nella sinapsi elettrica la trasmissione del segnale avviene per passaggio diretto di ioni tra le due cellule nervose senza alcuna mediazione chimica; questo rende la trasmissione estremamente veloce (senza ritardo sinaptico) e bidirezionale. Il passaggio di ioni avviene grazie alla presenza di particolari giunzioni gap. Ogni giunzione comunicante è formata dall'unione di due emicanali (chiamati "connessoni") formati da un omoesamero di proteine transmembrana chiamate connessine. Il complesso proteico forma un canale che quando è aperto ha un'apertura di 2nm mettendo in comunicazione il citoplasma delle due cellule e permettendo lo scambio diretto di ioni tra esse. 
La presenza ravvicinata di varie gap junction forma tra le due cellule una tipica forma di placca.
La regolazione dell'apertura o chiusura del canale dipende dalla concentrazione di ioni Ca2+ e dal pH.
Le sinapsi elettriche permettono una rapida comunicazione tra i neuroni adiacenti sincronizzandone l'attività elettrica. Infatti, quando una delle due cellule viene eccitata si crea un gradiente di potenziale tra il neurone eccitato e quello non eccitato. L'apertura dei connessoni permette agli ioni positivi di spostarsi nella cellula postsinaptica secondo gradiente. Raggiunto un determinato valore soglia la cellula post sinaptica si depolarizza ed innesca il potenziale d'azione.
Questo fa sì che le cellule pre e post sinaptiche si trovino sempre nelle stesso stato di polarizzazione e quindi non avviene mai che a seguito di un segnale di attivazione nella cellula presinaptica vi sia una inibizione del segnale nella cellula postsinaptica (mentre nelle sinapsi chimiche è possibile in base al tipo di neurotrasmettitore e di recettore). 
Nell'organismo umano le sinapsi elettriche sono frequenti negli stati embrionali ma nell'adulto molto rare anche se di recente sono state evidenziate in molte regioni cerebrali (l'oliva inferiore, il cervelletto, il midollo spinale, la neocortex, talamo, ippocampo, bulbo olfattivo e retina).
Consentono infatti la sincronizzazione di reti neurali.
Agiscono come filtro passa-basso: in sostanza gli eventi elettrici lenti sono trasmessi più efficacemente dei segnali rapidi.
Molto più frequenti delle sinapsi elettriche sono quelle chimiche, che funzionano grazie a particolari molecole, i neuromediatori (o neurotrasmettitori), che modulano la trasmissione del segnale. Questo richiede una membrana presinaptica che ha la capacità di esocitare il neurotrasmettitore e una postsinaptica, con la capacità di accettarlo e scatenare una serie di reazioni a cascata.